# 斯蒂芬·M·沃尔特
斯蒂芬·M·沃尔特（1955年7月2日—）是一位美国政治学家和国际关系学者，哈佛肯尼迪学院教授，主要作品有《以色列游说集团与美国对外政策》（The Israel Lobby and U.S. Foreign Policy，与約翰·米爾斯海默合著）、《联盟的起源》（The Origins of Alliances）、《驯服美国权力：对美国首要地位的全球回应》（Taming American Power: The Global Response to US Primacy）等。